# Clube Atlético Hermann Aichinger
El Clube Atlético Hermann Aichinger es un club de fútbol brasilero de la ciudad de Ibirama. Fue fundado en 1951 y juega en la Campeonato Catarinense.

## Entrenadores
- Lio Evaristo (septiembre de 2009-?)[1]
- Sílvio Criciúma (febrero de 2014-?)[2]
- Abel Ribeiro (febrero de 2015-?)[3]